# Miloš Rnić
Miloš Rnić (Милош Рнић; sinh ngày 24 tháng 1 năm 1989 ở Beograd) là một cầu thủ bóng đá Serbia thi đấu cho Bačka BP.

## Sự nghiệp
Miloš Rnić, sinh ở Beograd, bắt đầu sự nghiệp ở quê hương Serbia khi thi đấu cho FK Radnički Nova Pazova. Anh thi đấu ở FK Radnički Nova Pazova trong 5 mùa giải. Năm 2012, anh chuyển đến Novi Pazar. Anh ra mắt ở SuperLiga Serbia trước FK Radnički Niš.